# Сіландро
Сіландро (італ. Silandro, вен. Siłandro) — муніципалітет в Італії, у регіоні Трентіно-Альто-Адідже,  провінція Больцано.
Сіландро розташоване на відстані близько 550 км на північ від Рима, 70 км на північ від Тренто, 50 км на захід від Больцано.
Населення — 5995 осіб (2014).
Щорічний фестиваль відбувається 12 вересня. Покровитель — Santa Maria.

## Демографія
Населення за роками:

Станом на 1 січня 2023 року в муніципалітеті офіційно проживало 605 іноземців з 44 країн, серед них 207 громадян країн Євросоюзу та 5 громадян України.

## Міста-побратими
- Бель-Іггельгайм, Німеччина
- Санкт-Антон-ам-Арльберг, Австрія

## Сусідні муніципалітети
- Лачес
- Лаза
- Маллес-Веноста
- Мартелло
- Сеналес